# Pasta de soldar

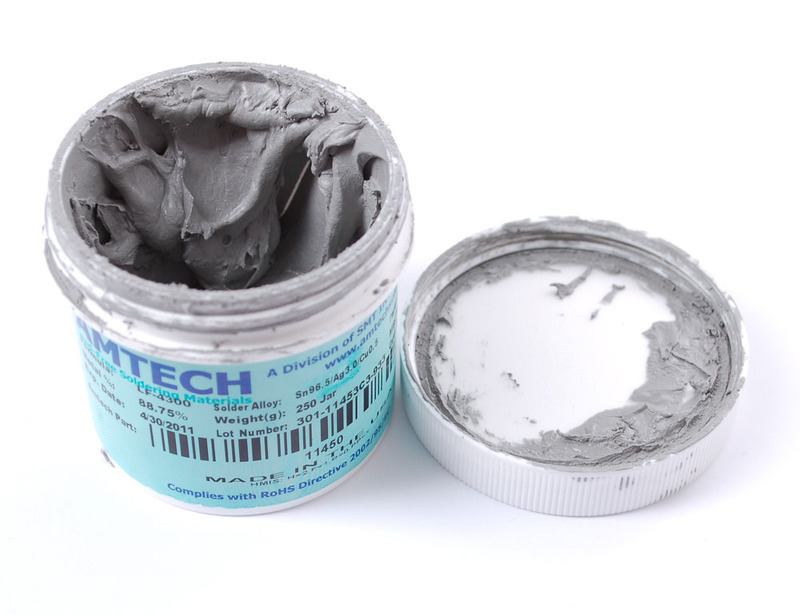
Pasta de soldar

La pasta de soldar, en soldadura, actua com decapant i ajuda a fer una bona soldadura. Es compon principalment d'un aliatge majoritàriament d'estany micro-granulat, formant esferes que poden anar dels 20 μm als 75 μm de diàmetre. Aquesta pols ve barrejada amb fundent, així conegut habitualment l'agent químic que de fet és el que actua com decapant i ajuda a la formació d'una bona soldadura. Aquest pot ser de base aquosa o al solvent. Junts formen la pasta o crema de soldar que hem de dipositar sobre els pads o illes de soldadura d'un circuit imprès just abans de la col·locació dels components de tecnologia de muntatge superficial. Un cop col·locat el component SMD amb els seus terminals sobre la pasta el conjunt serà sotmès a un cicle de temperatura en un forn continu seguint una corba tal que farà que l'estany es fongui, flueixi i formi en refredar-se la necessària soldadura o unió elèctrica i mecànica del component amb el circuit imprès.
Les pastes de soldar requereixen emmagatzematge refrigerat, però previ a la seva utilització han d'agafar la temperatura ambient sense obrir el pot per evitar la condensació d'humitat que seria causa de possibles falles en la soldadura. En tots els casos es recomana observar les indicacions del fabricant, ja que aquests productes són tòxics.